# 2016年卡拉馬祖槍擊案
2016年卡拉馬祖枪击案為發生在美東時間2016年2月20日於美国密歇根州卡拉馬祖縣的一起连环枪击案，此事件造成6人死亡，2人受伤，而警方已將嫌犯拘捕。

## 槍擊案
美東時間2月20日傍晚5時45分，嫌犯先在卡拉马祖的一處公寓停車場朝一名女子開槍，該名女子身受重傷，生命垂危。大約三小時後，嫌犯到達於卡拉马祖的起亚汽车經銷商停車場後朝3名被害人開槍，造成2人死亡；後來又到德克薩斯查特鎮區的餅乾桶餐廳（Cracker Barrel）停車場朝兩台車共4名被害人開槍，造成車內4人死亡，1人受傷 。

## 嫌犯
警方確認出這起槍擊案嫌犯為45歲男子賈森·道爾頓（Jason Dalton）。警方於當地時間21日凌晨12時40分將嫌犯拘捕，並且查扣他的黑色雪佛蘭HHR汽車，這款車於此槍擊案中與逃走車輛的描述吻合。警方在他車上搜出一把半自動手槍。警方表示這名嫌犯並無任何犯罪前科。

## 受害者
第一個受害者為泰勒·D·史密斯（Tyler D. Smith，17歲）及其父親理查德·E·史密斯（Richard E. Smith，53歲），兩人皆於起亞汽車經銷商中被殺害。另外四名女子分別是瑪麗·喬·奈（Mary Jo Nye，60歲）、瑪麗·盧·奈（Mary Lou Nye，62歲）、多蘿西·布朗（Dorothy Brown，74歲）以及芭芭拉·霍桑（Barbara Hawthorne，68歲）皆於餅乾桶餐廳（Cracker Barrel）中被殺害。當時在餅乾桶餐廳與四名女子在一起的14歲女孩阿碧潔爾·科普夫（Abigail Kopf），其頭部被子彈射中，起初判定為死亡，但後來被確認尚有生命跡象。截至2月23日，她呼吸時仍然依靠呼吸機，情況並不樂觀；2月28日，她已能夠自主呼吸。